# 库姆塔格沙漠 (鄯善)

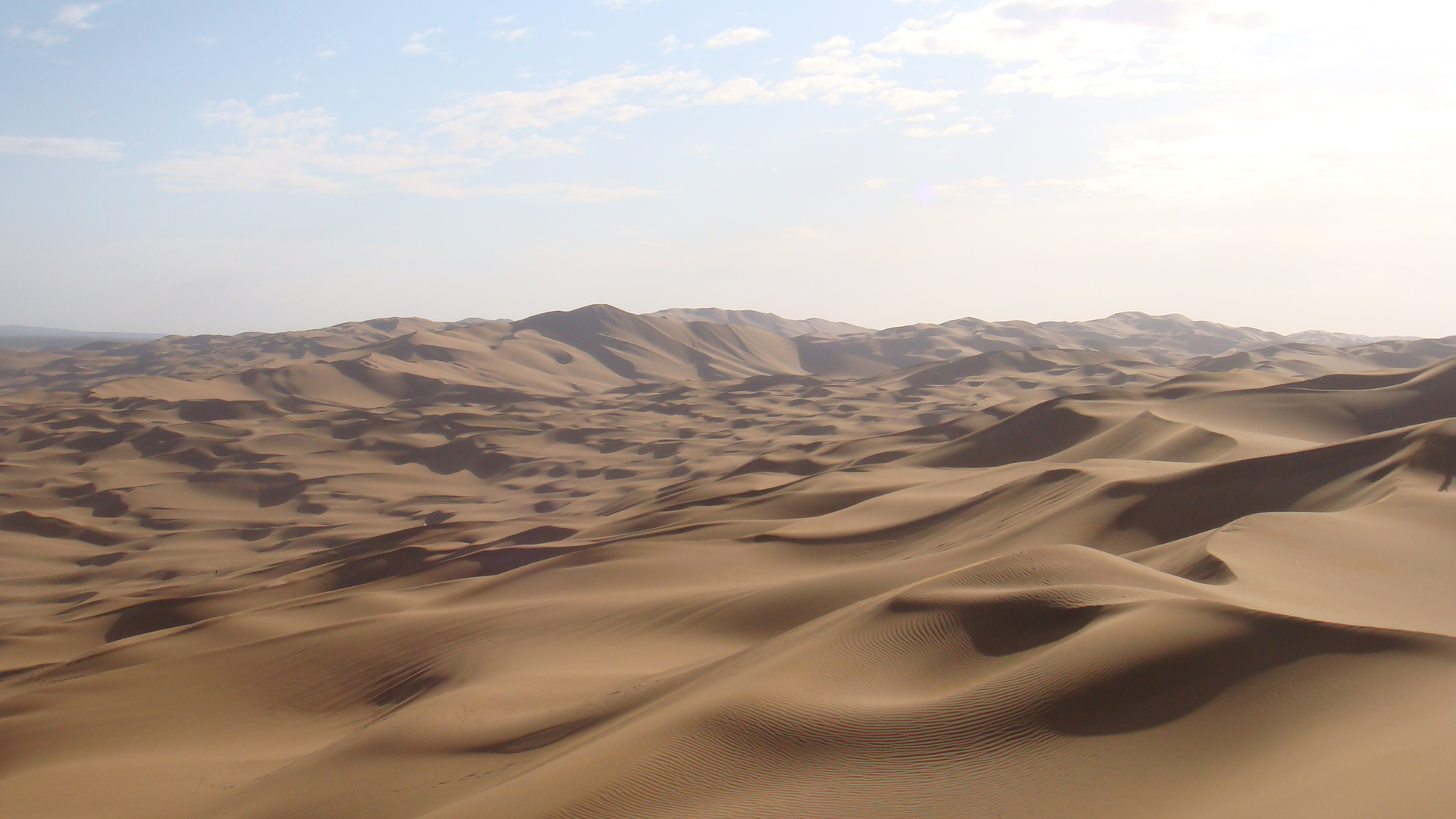
鄯善县库木塔格沙漠

库姆塔格沙漠位于中国新疆鄯善县老城南，与老城东环路南段相连，面积1880平方公里，全称为“鄯善县库姆塔格沙漠风景名胜区”，是世界上惟一与城市相连的沙漠。“库木塔格”在维吾尔语中的意思是“沙山”。2002年被列入第四批国家级重点风景名胜区名单。